# Aluligera montana
Aluligera montana är en tvåvingeart som beskrevs av Richards 1951. Aluligera montana ingår i släktet Aluligera och familjen hoppflugor.
Artens utbredningsområde är Uganda. Inga underarter finns listade i Catalogue of Life.